# 弗朗茨·巴特尔
弗朗茨·巴特尔（德語：Franz Bartl，1915年1月7日—1941年7月12日），奥地利男子手球运动员。他曾代表奥地利参加1936年夏季奥林匹克运动会手球比赛，获得一枚银牌。他在第二次世界大战期间去世。